# Handball in Kroatien
Dieser Artikel beschreibt den Handballsport in Kroatien.

## Geschichte
Das Wort Handball benutzte Franjo Bučar in Kroatien als Erster, als er in der Zeitschrift Sokol das deutsche Spiel Schleuderball im Jahre 1904 beschrieb. Die ersten organisierten Spiele und Veranstaltungen fanden jedoch erst in den Jahren 1930–1950 statt. Jedoch entsprach dieses Handballspiel nicht dem heutigen. Da man sehr vom Fußball geprägt war, wurde das Spiel anfangs auch auf einem großen Fußballfeld mit jeweils elf Spielern ausgetragen. Man nannte dies auch veliki Rukomet (großer Handball). Erst im Jahre 1950 kam der Handball in seiner heutigen Form zum Tragen. Diesen nannte man dann mali Rukomet (kleines Handball). Nachdem 1958 der große Handball sein Ende gefunden hatte, wurde aus dem kleinen Handball nur noch Handball.
Das erste Handballspiel fand am 29. Mai 1930 nach einjähriger Übungsphase zwischen zwei Mannschaften des Staatlichen Realgymnasiums in Varaždin unter der Leitung des Sportlehrers Zvonimir Suligoj statt. In Zagreb begannen die Schüler des 1. Staatlichen Realmännergymnasiums in der Klaićeva Straße unter der Leitung des Sportlehrers Vladimir Janković mit Handball. Mit der Neueröffnung des Sportplatzes der Realschule in Zagreb, am 1. Juni 1935, fand ein Spiel zwischen den Mannschaften der Realschulen Zagreb und Ljubljana (8:3) statt.
Die erste Handballmeisterschaft wurde in den Jahren 1935/36 zwischen den Realschulen aus Zagreb ausgetragen.
Das erste Internationale Handballspiel auf Vereinsebene fand am 19. Juli 1939 in Zagreb statt. Aufeinander trafen die Studentennationalmannschaften aus Zagreb und Graz (2:11).
Im selben Jahr wurden Handballsektionen gegründet, als Grundlage dienten die damaligen Zagreber Sportgemeinschaften:
- 1. kroatischer Städtischer Sportclub (1. hrvatski građanski športski klub)
- kroatischer Sportklub Ličanin (Hrvatski športski klub Ličanin – später umbenannt in HŠK Martinovki)
- Städtische Elektrozentrale Šparta (Gradska elektična centrala Šparta)
- HŠK Meteor
- HŠK Concordija
- ŠK Željezničar (später umbenannt in HŠK Trnje & SK Marathon)

Im Frühling 1940 wurde eine Handballarbeitervereinigung gegründet, welche die Organisation der Handballmeisterschaft von Zagreb übernommen hat. Erster Meister wurde HŠK Meteor.
Im Herbst 1941 wurde dann der erste Kroatische Handballverband (Hrvatski rukometni savez) gegründet, welcher die Koordination von 10 Vereinen übernommen hat und bis zum Jahre 1944 die Landesmeisterschaften organisiert hat.
Das erste Feldhandballspiel der Kroatischen Nationalmannschaft fand am 14. Juni 1942 gegen Ungarn in Budapest statt (0 : 9).
Nach dem Zweiten Weltkrieg wandelten sich die einzelnen Handballsektionen in Fiskulturelle Gemeinschaften um: Mladost, Metalac, Akademičar, Grafičar, Slavija, Milicionar & Lokomotiva. Der neu gegründete Fiskulturelle Verband in Kroatien (Fiskulturni savez Hrvatske, kurz FISAH) veranstaltete im Jahre 1945 die erste Meisterschaft in Zagreb. Im Dezember 1946 wurde beim Fiskulturellem Verband ein Komitee für den Handball gegründet. Auf einer Tagung am 19. Dezember 1948 in Zagreb wurden die Grundlagen des Kroatischen Handball Verbands erneuert. Bis zum Jahre 1992 fanden nun alle kroatischen Wettbewerbe (auch im eh. Jugoslawien) unter der Obhut des Handball-Verbandes Kroatien (Rukometni savez Hrvatske) statt.
Die erste Damenmannschaft wurde von dem Fiskulturellen Aktiv des 2. Klassischen Gymnasiums in Zagreb gegründet. Demnach fand das erste Spiel im Jahre 1948 statt, es trafen die Mannschaften des 2. Klassischen Gymnasiums und des 6. Damengymnasiums aufeinander. In Split wurde 1949 die erste Landesmeisterschaft der Damen ausgetragen.
Das erste internationale Aufeinandertreffen fand im Jahre 1950 statt. Es spielten in Zagreb die Nationalmannschaften Jugoslawiens und Belgiens gegeneinander (18 : 3).
Die letzte Meisterschaft im großen Handball der Herren wurde 1957/58 ausgetragen. Teilnehmer waren sieben Vereine. Bei den Damen wurde schon 1956 der Wettbewerb zum letzten Mal ausgetragen mit gerade mal drei Vereinen.
Das erste offizielle Spiel des kleinen Handballs fand am 24. Februar 1950 zwischen den Vereinen Metalac und Maksimir in der Messehalle zu Zagreb statt.
Schon ein Jahr später fand auch das erste Spiel der damen im kleinen Handball in Nova Gradiška statt.
Der offizielle Saisonstart der Liga des kleinen Handballs für Herren und Damen war das Jahr 1953. Der Landespokal wird seit 1955 ausgetragen.
Die meisten Erfolge seither hatten bei den Männern in der Liga folgende Vereine:
- RK Partizan (Bjelovar)
- RK Zagreb
- RK Prvomajska (Zagreb)
- RK Medveščak (Zagreb)

Und bei den Damen:
- ŽRK Lokomotiva (Zagreb)
- ŽRK Podravka (Koprivnica)

Auch auf Europäischer Ebene machte man auf sich aufmerksam. So gewann bei den Herren RK Partizan Bjelovar 1972 den europäischen Landesmeisterpokal, RK Zagreb folgte in den Jahren 1992 & 1993.
Bei den Damen sicherte sich Podravka Vegeta 1996 den europäischen Landesmeisterpokal. Den Pokal der Pokalsieger gewannen die Vereine ŽRK Osijek (1982 & 1983) und ŽRK Dalma Split (1984). Zu guter Letzt sicherte man sich auch 2 Siege im IHF-Pokal, ŽRK Trešnjevka (1982) und ŽRK Lokomotiva (1991).
Nach dem Bürgerkrieg in Kroatien wurde der neue Handballverband Hrvatski Rukometni Savez (kurz HRS) gegründet. Seit dem 10. April 1992 ist Kroatien Mitglied in der Internationalen Handballföderation IHF, seit dem 23. Juli 1992 auch bei der Europäischen Handballföderation EHF.

## Erfolge
- Europameisterschaft Portugal 1994 (Bronze)
- Weltmeisterschaft Island 1995 (Silber)
- Olympische Spiele 1996 Atlanta (Gold)
- Weltmeisterschaft Portugal 2003 (Gold)
- Europameisterschaft Slowenien 2004 (4. Platz)
- Olympische Spiele 2004 Athen (Gold)
- Weltmeisterschaft Tunesien 2005 (Silber)
- Europameisterschaft Frankreich 2006 (4. Platz)
- Weltmeisterschaft Deutschland 2007 (5. Platz)
- Europameisterschaft Norwegen 2008 (Silber)
- Weltmeisterschaft Kroatien 2009 (Silber)
- Europameisterschaft Österreich 2010 (Silber)
- Weltmeisterschaft Schweden 2011 (5. Platz)
- Europameisterschaft Serbien 2012 (3. Platz)
- Olympische Spiele 2012 London (Bronze)

## Kroatische Handballliga Herren
Die erste Liga (1. HRL) spielt seit der Saison 2007/08 in einer Staffel mit 16 Mannschaften. Meister und zwei Absteiger werden in einer Doppelrunde mit insgesamt 30 Spieltagen ermittelt.
Hauptsponsor ist wie auch bei den Damen die Molkereiproduktionsfirma Dukat aus Zagreb, weshalb sich die Liga auch Dukat 1. HRL nennt.
Serienmeister in der Liga ist seit 1991 RK Zagreb, die in der Liga keine Konkurrenz haben.

## Kroatische Handballliga Damen
Die Damenliga setzt sich aus zwölf Mannschaften zusammen.
Nach der Hin- und Rückrunde spielen die ersten vier Mannschaften ein Final Four auf zwei Siege. Die beiden Gewinner spielen im Finale, die Verlierer um den dritten Platz, auch wieder mit Hin- und Rückspiel.
Hervorzuheben ist sicherlich die Damenmannschaft der Podravka Vegeta aus Koprivnica die seit der eigenständigen kroatischen Liga alle Meisterschaften gewonnen hat.

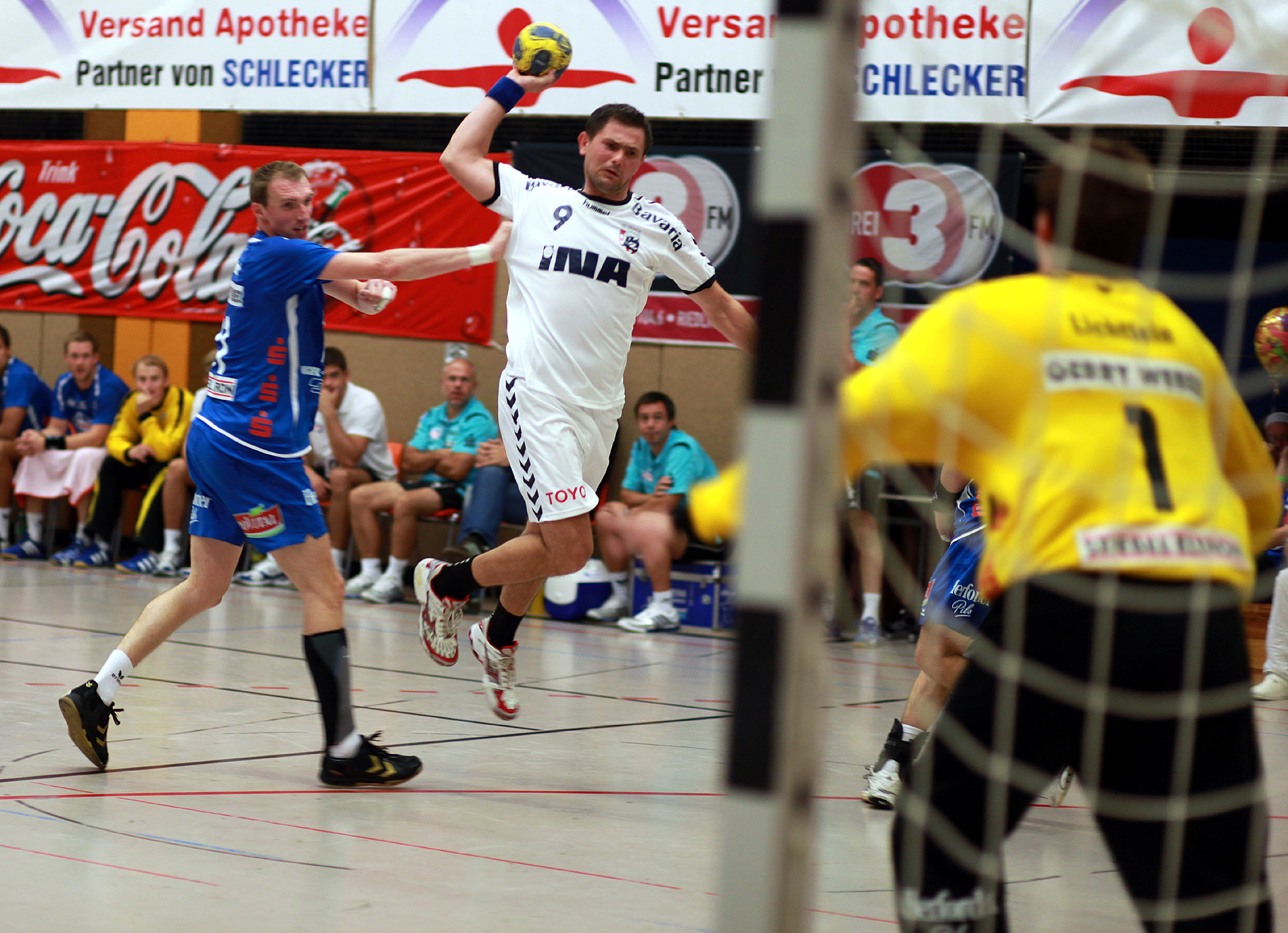
Denis Špoljarić im Einsatz

## Bekannte Spieler
- Ivano Balić (Rückraum Mitte)
- Blaženko Lacković (Rückraum links)
- Petar Metličić (Außen rechts)
- Nikša Kaleb (Außen links)
- Mirza Džomba (Außen rechts)
- Renato Sulić (Kreisläufer)
- Vlado Šola (Torwart)
- Slavko Goluža (Rückraum Mitte)
- Denis Špoljarić (Rückraum links)
- Denis Buntić (Rückraum rechts)
- Goran Šprem (Linksaußen)
- Vedran Zrnić (Rechtsaußen)
- Igor Vori (Kreisläufer)
- Nikola Blažičko (Torwart)
- Davor Dominiković (wird fast nur defensiv eingesetzt)
- Zlatko Horvat (Rechtsaußen)
- Venio Losert (Torwart)